# Giraffokeryx
Giraffokeryx es un género extinto de jiráfido de dimensiones medias del Mioceno original del subcontinente indio y Eurasia. Se distingue de otros jiráfidos por los cuatro osiconos en su cabeza; una pareja en frente de los ojos en la cara anterior del hueso frontal y el otra detrás de los ojos en la región fronto-parietal que sobresale por la fosa temporal. Cuenta con una dentición brachidental como en otros giráfidos y las piernas y los pies son de longitud media.
Giraffokeryx es considerado monotípico por la mayoría de autores, pero otras especies han sido asignadas al género:
- G. chinjensis fue asignado al género, pero más tarde se incluye dentro de las especies extintas Giraffa priscilla. La distribución de esta última especie y Giraffokeryx punjabiensis indica que el Himalaya todavía no había actuado como una barrera para la dispersión de la fauna durante el Mioceno medio.[3]
- G. anatoliensis, un cráneo parcial con un cuerno post-orbital y dientes aislados de Turquía, tenía cuernos más cortos y menos inclinados que el G. punjabiensis.[4]

A pesar de que tenía un parecido muy superficial al okapi moderno, se relaciona estrechamente con los sivateros Bramatherium y Sivatherium.